# Membrana mucosa

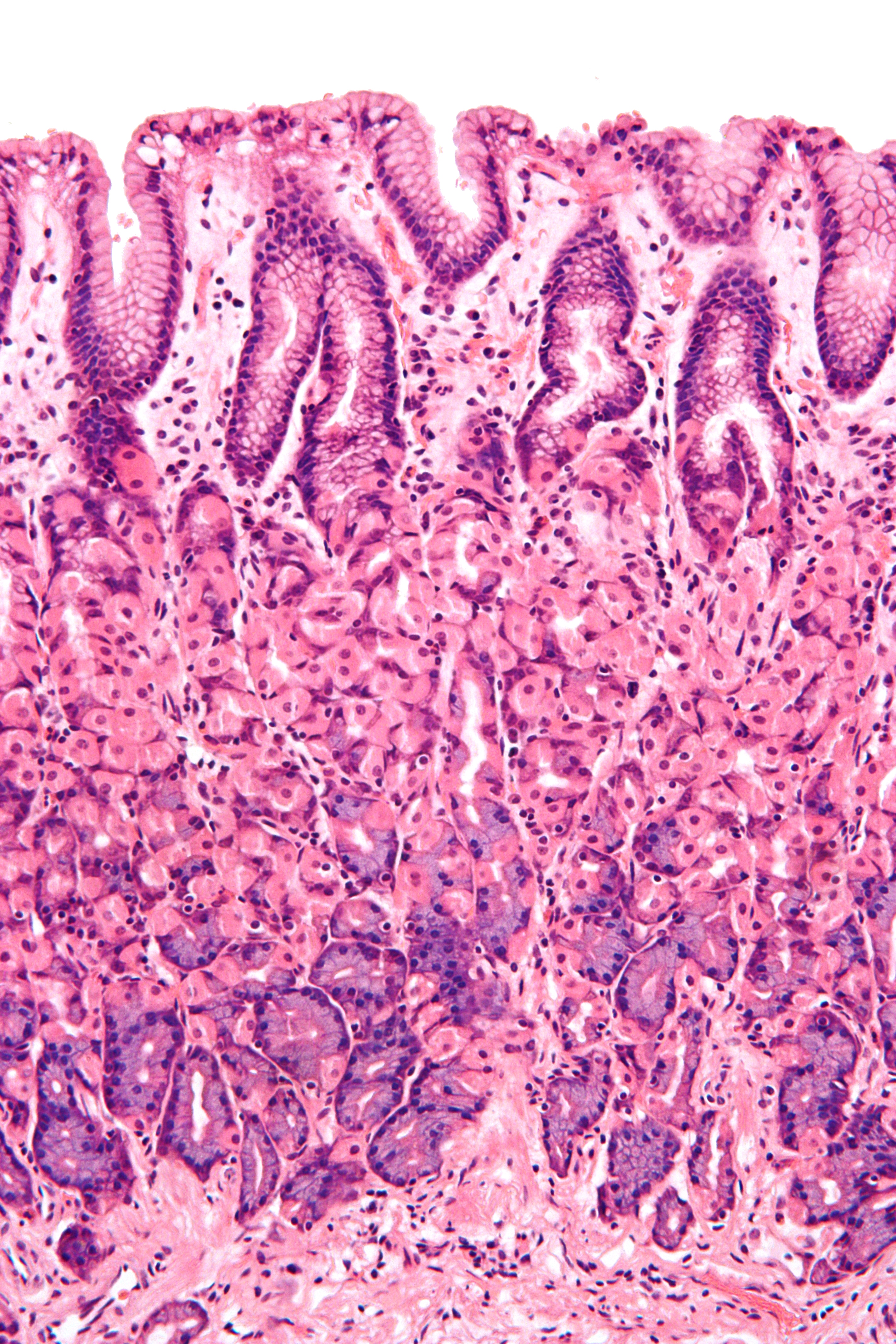
Secció histològica mostrant la mucosa de l'estòmac

Les membranes mucoses són folres d'origen endodèrmic, principalment coberts en l'epiteli, que estan implicats en la secreció de moc i, en diferent grau, en l'absorció (i, en alguns llocs, de nutrients). Són teixits orgànics suaus i humits (com el de l'interior de la boca) que recobreixen l'interior dels òrgans:
- Digestius: cavitat oral, faringe, esòfag, estómac, intestí prim, còlon i recte
- Respiratoris: interior del nas, tràquea i bronquis
- Urològics: uretra, bufeta, urèters
- Genitals masculins: gland i uretra
- Genitals femenins: part de la vulva i vagina
- Ull: conjuntiva